# Death Before Dishonor XIV
Death Before Dishonor XIV est un pay-per-view (PPV) de catch produit par la Ring of Honor (ROH), qui fut disponible uniquement en ligne et via Ustream. Le PPV s'est déroulé au Sam's Town Hotel & Gambling Hall (en) à Las Vegas, dans le Nevada. Ce fut le 14e Death Before Dishonor de l'histoire de la ROH.

## Contexte
Les spectacles de la Ring of Honor en paiement à la séance sont constitués de matchs aux résultats prédéterminés par les scénaristes de la ROH. Ces rencontres sont justifiées par des storylines - une rivalité avec un catcheur, la plupart du temps - ou par des qualifications survenues au cours de shows précédant l'évènement. Tous les catcheurs possèdent un gimmick, c'est-à-dire qu'ils incarnent un personnage face (gentil) ou heel (méchant), qui évolue au fil des rencontres. Un pay-per-view comme Death Before Dishonor est donc un événement tournant pour les différentes storylines en cours.

## Résultats
| #                                                                | Matchs, | Stipulation                                                                                        | Durée |
| ---------------------------------------------------------------- | --- | -------------------------------------------------------------------------------------------------- | ----- |
| Dark                                                             | Candice LaRae (en) bat Veda Scott (en) | Match simple                                                                                       |       |
| 1                                                                | Donovan Dijak (avec Prince Nana (en)) bat Kamaitachi, Jay White (en) et Lio Rush                                                                          | Four Corners Survival match pour un match de championnat pour le ROH World Television Championship | 8:10  |
| 2                                                                | Katsuyori Shibata bat Silas Young | Match simple                                                                                       | 9:20  |
| 3                                                                | Chaos (Roppongi Vice (Rocky Romero & Baretta) et Toru Yano battent Bullet Club (Yujiro Takahashi, Tama Tonga et Tanga Loa)                                | Six Man Tag Team match                                                                             | 11:17 |
| 4                                                                | Hangman Page bat Jay Briscoe | Anything Goes match                                                                                | 17:40 |
| 5                                                                | Kazuchika Okada bat Dalton Castle (avec The Boys) | No Disqualification match                                                                          | 13:53 |
| 6                                                                | Bobby Fish (c) bat Mark Briscoe | Match simple pour le ROH World Television Championship                                             | 16:04 |
| 7                                                                | The Addiction (Christopher Daniels & Frankie Kazarian) (c) battent Los Ingobernables de Japon (Tetsuya Naito & Evil) et Michael Elgin & Hiroshi Tanahashi | Three Way Tag Team match pour les ROH World Tag Team Championship                                  | 14:48 |
| 8                                                                | Adam Cole bat Jay Lethal (c) | Match simple pour le ROH World Championship                                                        | 24:00 |
| (c) désigne le(s) champion(s) défendant son titre dans le match. | | |       |